# Předboj
Předboj település Csehországban, a Kelet-prágai járásban. Předboj Kojetice, Bašť, Neratovice, Zlonín, Panenské Břežany és Veliká Ves településekkel határos. Lakosainak száma 1396 fő (2024. január 1.).

## Népesség
A település lakosságának változását az alábbi diagram mutatja:
| Lakosok száma | 320  | 348  | 420  | 432  | 349  | 695  | 911  | 1095 | 1292 | 1396 |
|               | 1869 | 1900 | 1921 | 1961 | 1980 | 2011 | 2016 | 2019 | 2021 | 2024 |